# 용담군
용담군(龍潭郡)은 지금의 전라북도 진안군 동부 지역에 있었던 행정 구역으로, 1914년 진안군에 통폐합되었다. 현재의 진안군 주천면, 용담면, 정천면, 안천면, 동향면 지역에 해당한다,

## 연혁
용담군 지역은 본래 백제 물거현(勿居縣)이라 하였고, 신라 경덕왕 때에 청거(淸渠)로 고쳐 부르면서 진례현(進禮縣) 즉 현재 금산군에 소속시켰다. 1313년(고려 충선왕 5)에 지금의 용담(龍潭)으로 개칭하였고, 현령(縣令)을 두었다. 1646년(인조 24)에는 격을 낮춰 감무(監務)를 두었다가, 1656년(효종 7)에는 다시 현령으로 임명하고 특별히 옥천(玉川)이라 부르기도 하였다.
1895년(고종 32)에 대규모 지방 제도 개편이 이루어짐에 따라 용담현은 용담군으로 개편되어 남원부 아래로 들어가게 되었다. 일남면, 이남면, 일북면, 이북면, 일동면, 이동면, 일서면, 이서면 등의 9개의 면을 두었다.

## 1914년 이후
| 조선총독부령 제111호 |               |                                        |
| 구 행정구역          | 신 행정구역   | 신 행정구역                            |
| 군내면(郡內面)       | 진안군 용담면 | 수천리, 옥거리, 와룡리, 월계리, 호계리 |
| 일북면(一北面)       | 진안군 용담면 | 송풍리                                 |
| 일북면(一北面)       | 진안군 안천면 | 삼락리                                 |
| 이북면(二北面)       | 진안군 안천면 | 노성리, 백화리, 신괴리                 |
| 일서면(一西面)       | 진안군 주천면 | 신양리, 운봉리, 주양리                 |
| 이서면(二西面)       | 진안군 주천면 | 대불리, 무릉리, 용덕리                 |
| 일동면(一東面)       | 진안군 동향면 | 능금리, 대량리, 학선리                 |
| 이동면(二東面)       | 진안군 동향면 | 성산리, 신송리, 자산리                 |
| 일남면(一南面)       | 진안군 정천면 | 갈용리, 모정리, 봉학리                 |
| 이남면(二南面)       | 진안군 정천면 | 구룡리, 용평리                         |